# Opphus
Opphus is een klein dorp in de Noorse gemeente Stor-Elvdal in fylke Innlandet. 

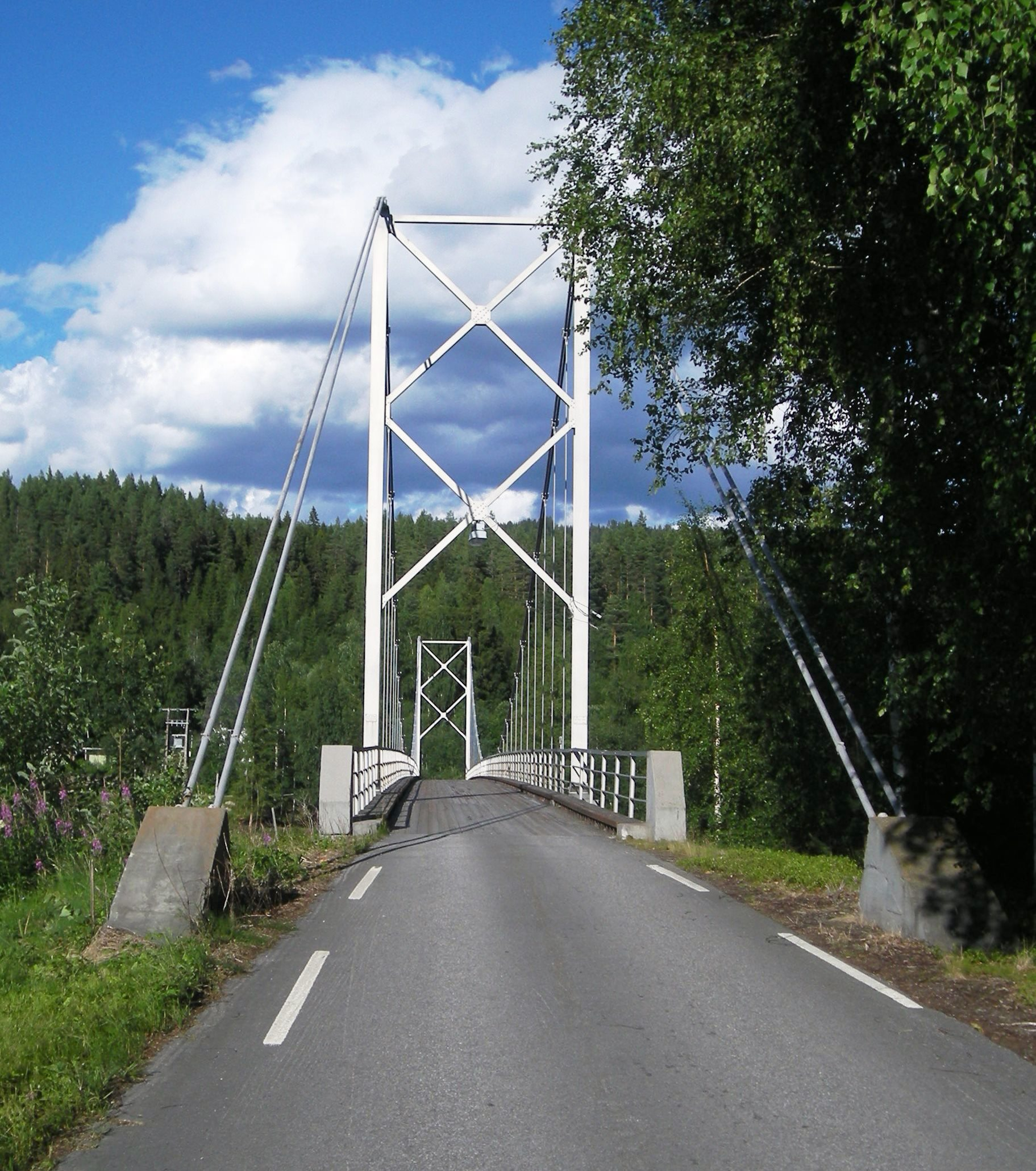
Brug over de Glomma bij Opphus

Het dorp ligt aan de Glomma. Ter plaatse ligt een brug die het dorp verbindt met riksvei 3 op de westelijke oever en Rørosbanen op de oostelijke oever. Het dorp heeft een station waar treinen enkel op speciaal verzoek stoppen.